# Seznam Tintinovih medijev
To je seznam knjig, filmov in medijev, povezanih s Tintinom in njegovimi pustolovščinami, serijo stripov belgijskega karikaturista Hergéja.

## Knjige
Knjige so lahko navedene v vrstnem redu, v katerem so se zgodbe prvič pojavile v časopisih ali revijah ("proizvodni red"), ali po vrstnem redu, v katerem so bile prvič objavljene v obliki albuma ("vrstni red objave"). Ker je bilo veliko zgodnjih zgodb spremenjenih in preoblikovanih in se zato kronološko bolj ujemajo s poznejšimi albumi, lahko obe navedbi veljata za veljavni. Včasih so ponovne risbe povzročale težave s kronološkim redom, en primer je, ko Šejk Patraš Paša predstavi kopijo Odprave na Luno v Faraonovih cigarah - Odprava na Luno je bila objavljena skoraj 20 let po Faraonovih cigarah.

### Vrstni red proizvoda
1. Tintin v Sovjetski zvezi - (Tintin au pays des Soviets) (1929–1930)
2. Tintin v Kongu - (Tintin au Congo) (1930–1931)
3. Tintin v Ameriki - (Tintin en Amérique) (1931–1932)
4. Faraonove cigare - (Les Cigares du Pharaon) (1932–1934)
5. Sinji lotos - (Le Lotus bleu) (1934–1935)
6. Odlomljeno uho - (L'Oreille cassée) (1935–1937)
7. Črni otok - (L'Ile noire) (1937–1938)
8. Otokarjevo žezlo - (Le Sceptre d'Ottokar) (1938–1939)
9. Zlati rakci - (Le Crabe aux pinces d'or) (1940–1941)
10. Skrivnostna zvezda - (L'Etoile mystérieuse) (1941–1942)
11. Samorogova skrivnost - (Le Secret de la Licorne) (1942–1943)
12. Zaklad Rackhama Rdečega - (Le Trésor de Rackam le Rouge) (1943)
13. Sedem kristalnih krogel - (Les Sept boules de cristal) (1943–1946)
14. Sončev tempelj - (Le Temple du soleil) (1946–1948)
15. Tintin v deželi črnega zlata - (Tintin au pays de l'or noir) (1948–1950) 1
16. Odprava na Luno - (Objectif Lune) (1950–1953)
17. Pristanek na Luni - (On a marché sur la Lune) (1950–1953)
18. Zadeva Sončnica - (L'Affaire Tournesol) (1954–1956)
19. Koks na krovu - (Coke en stock) (1956–1958)
20. Tintin v Tibetu - (Tintin au Tibet) (1958–1959)
21. Primadonini dragulji - (Les Bijoux de la Castafiore) (1961–1962)
22. Let 714 za Sydney - (Vol 714 pour Sydney) (1966–1967)
23. Tintin in gverilci - (Tintin et les Picaros) (1975–1976)
24. Tintin in Alph-Art - (Tintin et l'Alph-Art): Nedokončano delo, objavljeno posmrtno leta 1986, z več gradiva ponovno objavljeno leta 2004.

### Vrstni red objave
| Title                        | Izdaja v francoskem jeziku, v Belgiji | Izdaja v francoskem jeziku, v Belgiji | Izdaja v francoskem jeziku, v Belgiji | Izdaja v francoskem jeziku, v Belgiji | Izdaja v francoskem jeziku, v Belgiji | Izdaja v slovenskem jeziku v Sloveniji | Izdaja v slovenskem jeziku v Sloveniji |
| Title                        | Le Petit Vingtième                    | Le Soir                               | Tintin revija                         | B/Č knjiga                            | Barvna knjiga                         | Barvna knjiga                          | B/Č knjiga                             |
| ---------------------------- | ------------------------------------- | ------------------------------------- | ------------------------------------- | ------------------------------------- | ------------------------------------- | -------------------------------------- | -------------------------------------- |
| Tintin v Sovjetski zvezi     | 1929-30                               | -                                     | -                                     | 1930                                  | 2017                                  | -                                      | 2013 (Učila International)             |
| Tintin v Kongu               | 1930-31                               | -                                     | -                                     | 1931                                  | 1946                                  | 2004 (Učila)                           | -                                      |
| Tintin v Ameriki             | 1931-32                               | -                                     | -                                     | 1932                                  | 1945                                  | 2004 (Učila)                           | -                                      |
| Faraonove cigare             | 1932-34                               | -                                     | -                                     | 1934                                  | 1955                                  | 2003 (Učila)                           | -                                      |
| Sinji lotos                  | 1934-35                               | -                                     | -                                     | 1936                                  | 1946                                  | 2003 (Učila)                           | -                                      |
| Odlomljeno uho               | 1935-37                               | -                                     | -                                     | 1937                                  | 1943                                  | 2003 (Učila)                           | -                                      |
| Črni otok                    | 1937-38                               | -                                     | 1965 (2. barvna verzija)              | 1938                                  | 1943 (1st) 1966 (2nd)                 | 2003 (Učila)                           | -                                      |
| Otokarjevo žezlo             | 1938-39                               | -                                     | -                                     | 1939                                  | 1947                                  | 2004 (Učila)                           | -                                      |
| Zlati rakci                  | -                                     | 1940-41                               | -                                     | 1941                                  | 1943                                  | 2004 (Učila)                           | -                                      |
| Skrivnostna zvezda           | -                                     | 1941-42                               | -                                     | -                                     | 1942                                  | 2005 (Učila)                           | -                                      |
| Samorogova skrivnost         | -                                     | 1942-43                               | -                                     | -                                     | 1943                                  | 2005 (Učila)                           | -                                      |
| Zaklad Rackhama Rdečega      | -                                     | 1943                                  | -                                     | -                                     | 1944                                  | 2005 (Učila)                           | -                                      |
| Sedem kristalnih krogel      | -                                     | 1943-44                               | 1946                                  | -                                     | 1948                                  | 2005 (Učila)                           | -                                      |
| Sončev tempelj               | -                                     | -                                     | 1946-48                               | -                                     | 1949                                  | 2006 (Učila)                           | -                                      |
| Tintin v deželi črnega zlata | 1939-40                               | -                                     | 1948-50                               | -                                     | 1950 (prvi) 1971 (drugi)              | 2006 (Učila)                           | -                                      |
| Odprava na Luno              | -                                     | -                                     | 1950-53                               | -                                     | 1953                                  | 2006 (Učila)                           | -                                      |
| Pristanek na Luni            | -                                     | -                                     | 1950-53                               | -                                     | 1954                                  | 2006 (Učila)                           | -                                      |
| Zadeva Sončnica              | -                                     | -                                     | 1954-56                               | -                                     | 1956                                  | 2011 (Učila)                           | -                                      |
| Koks na krovu                | -                                     | -                                     | 1956-58                               | -                                     | 1958                                  | 2011 (Učila)                           | -                                      |
| Tintin v Tibetu              | -                                     | -                                     | 1958-59                               | -                                     | 1960                                  | 2011 (Učila)                           | -                                      |
| Primadonini dragulji         | -                                     | -                                     | 1961-62                               | -                                     | 1963                                  | 2011 (Učila)                           | -                                      |
| Let 714 za Sydney            | -                                     | -                                     | 1966-67                               | -                                     | 1968                                  | 2013 (Učila)                           | -                                      |
| Tintin in gverilci           | -                                     | -                                     | 1975-76                               | -                                     | 1976                                  | 2013 (Učila)                           | -                                      |
| Tintin in Alph-Art           | -                                     | -                                     | -                                     | 1986 (prvi) 2004 (drugi)              | -                                     | -                                      | -                                      |

## Radio
BBC je ustvarila dve seriji radijskih dramatizacij Tintina, avtorja Simona Eastwooda. Prvič so jih predvajali na BBC Radio 5 v letih 1992 in 1993. V igralski zasedbi so bili Richard Pearce kot Tintin, Andrew Sachs kot Švrk, Leo McKern kot kapitan Haddock (Lionel Jeffries v 2. seriji), Stephen Moore kot profesor Sončnica in Charles Kay kot Petek in Svetek. Glasbo je napisal Roger Limb. Obe seriji sta izšli na BBC Audio Cassette (ISBN 0-8072-8103-4).

### 1. serija
1. Črni otok
2. Samorogova skrivnost
3. Zaklad Rackhama Rdečega
4. Odprava na Luno
5. Pristanek na Luni
6. Tintin v Tibetu

### 2. serija
1. Sedem kristalnih krogel
2. Sončev tempelj
3. Zadeva Sončnica (Prvi del)
4. Zadeva Sončnica (Drugi del)
5. Koks na krovu (Prvi del)
6. Koks na krovu (Drugi del)

### Posebne izdaje
1. Primadonini dragulji (50-minutna božična posebna izdaja). Miriam Margolyes je nastopila kot Bianca Castafiore. Še ni prejel komercialne izdaje niti ponovljene oddaje.

## Televizija
Obstajata dve animirani televizijski seriji, ki temeljijo na stripih.
- Hergé's pustolovščine Tintina (1958–1962), produkcija Belvision (Belgija).
- Tintin in njegove pustolovščine (1991–1992), produkcija Ellipse (Francija), in Nelvana (Kanada).

## Kino
Obstaja več celovečernih filmov z liki, vendar ne vedno na podlagi originalnih Hergéjevih del. Obstajata dva igrana filma z igralci, ki uprizarjajo junake.
Igrani filmi:
- Tintin in zlata runa (Tintin et le mystère de la Toison d'or) (1961, igrani, izvirna zgodba)
- Tintin in modre pomaranče (Tintin et les oranges bleues) (1964, igrani, izvirna zgodba)

Animirani filmi:
- Zlati rakci (Le Crabe aux pinces d'or) (1947, stop motion animacija, ekranizacija)
- Tintin in njegove pustolovščine: Zadeva Sončnica (film) (Les Aventures de Tintin: L'Affaire Tournesol) (1964, animiran, ekranizacija)
- Sončev tempelj (Tintin et le temple du Soleil) (1969, animiran, ekranizacija)
- Tintin in jezero morskih psov (Tintin et le lac aux requins) (1972, animiran, izvirna zgodba)

- Tintin in njegove pustolovščine: Samorogove skrivnosti (2011) motion capture film v režiji Stevena Spielberga v koprodukciji Petra Jacksona.
- Tintin in njegove pustolovščine 2 (2021) načrtovan motion capture film v režiji Petra Jacksona v koprodukciji Stevena Spielberga.[1][2][3][4]

## Dokumentarni filmi
- Jaz, Tintin (Moi, Tintin) (1976, v produkciji Belevision Studios in filmov Pierre)
- Tintin in jaz (Tintin et Moi) (2003, dokumentarec o Hergéjevih težavah pri pisanju stripa Tintin v Tibetu)
- Sur le traces de Tintin (2010, dokumentarna serija)

## Gledališče
- Skrivnost modrega diamanta (1941) — Hergé je sodeloval s humoristom Jacquesom Van Melkebekejem, da bi napisal to igro, ki pokriva večji del druge polovice Faraonovih cigar, ko Tintin poskuša rešiti ukradeni modri diamant. Igra je bila igrana v Théâtre Royal des Galeries v Bruslju.[5]
- Izginotje gospoda Boullocka (1941–1942) — prav tako napisala Hergé in Van Melkebeke, v igri Tintin, Švrk, in Petek in Svetek sledijo skrivnostnemu gospodu Boullocku po svetu nazaj v Bruselj. Igra je bila igrana v Théâtre Royal des Galeries v Bruslju.[5]
- Tintinove čudovite ameriške pustolovščine (1976–1977)  — temelji na Tintinu v Ameriki; priredil Geoffrey Case in režiral Tony Wredden; v gledališču Arts Theatre v Londonu pri Unicorn Theatre Company.
- Tintin in Črni otok (1980–81) — temelji na Črnem otoku; priredil Geoffrey Case in režiral Tony Wredden; v gledališču Arts Theatre v Londonu pri Unicorn Theatre Company.
- Sončev tempelj (premiered 15 September 2001) — muzikal, ki temelji na Sedmih kristalnih kroglah in Sončevem templju, prikazana v mestnem gledališču Stadsschouwburg v Antwerpnu v Belgiji in bila predvajana na Canal Plus, preden se je leta 2002 premestila v Charleroi, zaradi Tintin – Le Temple du Soleil – Le Spectacle Musical.[6]
- Hergé's Adventures of Tintin (imenovane tudi Tintin šov) (2005–2006) — glasbena različica Tintina v Tibetu v Barbican Arts Center, ki jo je produciralo gledališko podjetje Young Vic v Londonu. Produkcijo je režiral Rufus Norris, priredila pa Norris in David Greig.[7] Predstava je bila uspešno oživljena v gledališču Playhouse na zahodnem koncu Londona pred turnejo (2006–2007)[8] v počastitev stoletnice rojstva Hergéja leta 2007.[9]

## Videoigre
1. Tintin na Luni (1989)
2. Tintin v Tibetu (1996)
3. Sončev tempelj (1997)
4. Tintin: Destinacija pustolovščina (2001)
5. Tintin in njegove pustolovščine: Samorogove skrivnosti (2011)

## Ponatisi in ponovne publikacije
- Leta 1951 je britanski tednik The Eagle izdajal "Otokarjevo žezlo"
- V šestdesetih in sedemdesetih letih so v ameriški otroški reviji Children Digest ponatisnili različne Tintinove stripe.
- V letih 2000–2001 je kratkotrajna revija "Razišči!" izdajala "Črni otok" in "Otokarjevo žezlo"
- V obdobju 1982–90 je indijska dvotedenska revija Anandamela objavljala tudi „Pustolovščine Tintina“ kot „Dyushahasi Tintin (দূঃসাহসী টিনটিন)“. Objavljali so 'Tintin v Ameriki' do 'Tintin in gverilci'.

## Druge knjige
- Leta 1983 je Benoit Peeters objavil Le monde d'Hergé (kasneje v angleščino preveden kot Tintin in Svet Hergéja), ki kronira ilustrirano zgodovino belgijskega pisatelja umetnika Georgesa Remija (bolj znanega kot Hergé) in njegovo kreacijo Tintin.
- Leta 1993, po Hergéjevi smrti, je njegov prijatelj Frederic Tuten objavil Tintin v novem svetu: romanca (ISBN 0-7493-9610-5). Tintin je tu bolj miselni preskus kot nova pustolovščina: tu je zapeljiv in se zaljubi, sanja o smrti Švrka in skrbi za invalida Haddocka ter kritično preučuje njegovo življenje in izkušnje.
- Leta 1980 je izšel gusarski strip / parodija, Tintin in njegove pustolovščine: Breaking Free, v katerem je Tintin brezposelni mladenič, ki živi s svojim stricem Haddockom, ki se zavezuje s socialisti / anarhisti.
- Decembra 1999 je prišel v promet gusarski strip Tintin na Tajskem. Knjiga, ki so jo ilustrirali tajski umetniki, je na spolnem dopustu v Bangkoku predstavila Tintina, Haddocka in Sončnico, imeli so številne iluzije, da so bili nezadovoljni s svojim ravnanjem s strani fundacije Hergé. Leta 2001 je belgijska policija v zvezi s knjigo v belgijskem mestu Tournai izvedla več aretacij.
- Tintinove pustolovščine na morju avtorja Michaela Farrja (2004) ISBN 0-7195-6119-1 - vodnik po navtičnih povezanih prizorih v kanonskih knjigah o Tintinu
- Tintin: popolni sopotnik Michaela Farrja (2001) ISBN 9780719555220 - Opisni vodnik o Hergéjevih vplivih in navdihih.